# Liste des cavités naturelles les plus longues de la Haute-Marne
La liste des cavités naturelles les plus longues de la Haute-Marne recense, sous forme de tableau(x), les cavités souterraines naturelles connues dans ce département français, dont le développement est supérieur ou égal à trois cent mètres.
La communauté spéléologique considère qu'une cavité souterraine naturelle n'existe vraiment qu'à partir du moment où elle est « inventée » c'est-à-dire découverte (ou redécouverte), inventoriée, topographiée et publiée. Bien sûr, la réalité physique d'une cavité naturelle est la plupart du temps bien antérieure à sa découverte par l'homme ; cependant tant qu'elle n'est pas explorée, mesurée et révélée, la cavité naturelle n'appartient pas au domaine de la connaissance partagée.
La liste spéléométrique des 17 plus longues cavités naturelles de la Haute-Marne (≥ trois cent mètres) est actualisée à fin décembre 2019.
La plus longue cavité souterraine naturelle répertoriée dans le département de la Haute-Marne est « la fontaine de Laneuville », sur la commune de Bayard-sur-Marne (cf. ligne 1 du tableau ci-dessous).
| \| Histogramme de la répartition des plus longues cavités naturelles de la Haute-Marne par classe de développement -- Les 17 cavités citées fin 2019 sont réparties en 4 classes de développement -- \| \| \| \| \| \| \| \| \| \| \| \| \| \| \| classe I >= 5 000 m 0 cavité[s] \| classe II >= 2 000 m et < 5 000 m 2 cavités \| classe III >= 1 500 m et < 2 000 m 2 cavités \| classe IV >= 300 m et < 1 500 m 13 cavités \| \| |                                 |                                             |                                              |                                            |  |
| Le graphique qui aurait dû être présenté ici ne peut pas être affiché car il utilise l'ancienne extension Graph, désactivée pour des questions de sécurité. Des indications pour créer un nouveau graphique avec la nouvelle extension Chart sont disponibles ici . |                                 |                                             |                                              |                                            |  |
| Histogramme de la répartition des plus longues cavités naturelles de la Haute-Marne par classe de développement -- Les 17 cavités citées fin 2019 sont réparties en 4 classes de développement -- |                                 |                                             |                                              |                                            |  |
| |                                 |                                             |                                              |                                            |  |
| | classe I >= 5 000 m 0 cavité[s] | classe II >= 2 000 m et < 5 000 m 2 cavités | classe III >= 1 500 m et < 2 000 m 2 cavités | classe IV >= 300 m et < 1 500 m 13 cavités |  |

## Cavités de la Haute-Marne (France) de développement supérieur à5 000 mètres
Aucune cavité n'est recensée dans cette « classe I » au 31 décembre 2019.

## Cavités de la Haute-Marne (France) de développement compris entre2 000 mètreset4 999 mètres
2 cavités sont recensées dans cette « classe II » au 31 décembre 2019.
| Réf. | Cavité (autres noms)     | Commune          | Massif ou zone | Coordonnées (WGS 84)        | Développe. (mètres) | Dénivel. (mètres) | Sources ou références                                                     | Mise à jour |
| ---- | ------------------------ | ---------------- | -------------- | --------------------------- | ------------------- | ----------------- | ------------------------------------------------------------------------- | ----------- |
| 1    | Fontaine de Laneuville   | Bayard-sur-Marne |                | 48° 33′ 05″ N, 5° 04′ 10″ E | +003 000, m         | +0008, m          | Maison Lorraine de la Spéléologie & Spelunca n°81 & plongeesout.com       | 2014-01     |
| 2    | Exsurgence des Clefmonts | Saint-Dizier     |                | 48° 37′ 56″ N, 4° 59′ 10″ E | +002 300, m         | +0003, m          | Maison Lorraine de la Spéléologie, plongeesout.com & Sous le Plancher n°9 | 2014-01     |

## Cavités de la Haute-Marne (France) de développement compris entre1 500 mètreset1 999 mètres
2 cavités sont recensées dans cette « classe III » au 31 décembre 2019.
| Réf. | Cavité (autres noms) | Commune  | Massif ou zone | Coordonnées (WGS 84)        | Développe. (mètres) | Dénivel. (mètres) | Sources ou références                                         | Mise à jour |
| ---- | -------------------- | -------- | -------------- | --------------------------- | ------------------- | ----------------- | ------------------------------------------------------------- | ----------- |
| 3    | Fontaine Couverte    | Coublanc |                | 47° 41′ 43″ N, 5° 28′ 00″ E | +001 770, m         | +0014, m          | plongeesout.com, Spelunca n°72 & Sous le Plancher n°12        | 2015-01     |
| 4    | Creux Janin          | Cusey    |                | 47° 37′ 44″ N, 5° 20′ 54″ E | +001 720, m         | +0018, m          | plongeesout.com, BRGM 2011 & BRGM 1966 & Sous le Plancher n°9 | 2010-01     |

## Cavités de la Haute-Marne (France) de développement compris entre300 mètreset1 499 mètres
13 cavités sont recensées dans cette « classe IV » au 31 décembre 2019.
| Réf. | Cavité (autres noms)                  | Commune                             | Massif ou zone | Coordonnées (WGS 84)        | Développe. (mètres) | Dénivel. (mètres) | Sources ou références                                                      | Mise à jour |
| ---- | ------------------------------------- | ----------------------------------- | -------------- | --------------------------- | ------------------- | ----------------- | -------------------------------------------------------------------------- | ----------- |
| 5    | Réseau de Sommevoire                  | Blumeray                            |                | Cavité instable Danger      | +001 300, m         | +0027, m          | Spéléométrie de la France                                                  | 2000-12     |
| 6    | Peute Fosse                           | Ecot-la-Combe                       |                | 48° 11′ 21″ N, 5° 24′ 04″ E | +001 260, m         | +0012, m          | plongeesout.com                                                            | 2010-01     |
| 7    | Rivière souterraine du Castadé        | Chancenay                           |                | 48° 41′ 02″ N, 4° 58′ 05″ E | +001 100, m         | +0010, m          | Maison Lorraine de la Spéléologie & plongeesout.com & Sous le Plancher n°9 | 2010-01     |
| 8    | Dhuis de Leuchey                      | Le Val-d'Esnoms                     |                | 47° 43′ 03″ N, 5° 12′ 01″ E | +001 080, m         | NC                | Spéléométrie de la France                                                  | 2000-12     |
| 9    | Fontaine Saint-Martin                 | Chamouilley                         |                | 48° 36′ 49″ N, 5° 02′ 29″ E | +000855, m          | +0007, m          | plongeesout.com                                                            | 2010-01     |
| 10   | Perte de la Rigotte                   | Farincourt                          |                | 47° 41′ 46″ N, 5° 40′ 56″ E | +000773, m          | +0001, m          | plongeesout.com & La gazette des Tritons n°102                             | 2021-03     |
| 11   | Fontaine de la Dhuit                  | Roches-Bettaincourt                 |                | 48° 18′ 06″ N, 5° 14′ 25″ E | +000580, m          | +0028, m          | plongeesout.com & Spelunca n°153                                           | 2019-03     |
| 12   | Ruisseau souterrain d’En Dolot        | Champsevraine                       |                | 47° 43′ 52″ N, 5° 34′ 25″ E | +000535, m          | +0006, m          | Spelunca n°89                                                              | 2015-01     |
| 13   | Grotte d’Éponime                      | Balesmes-sur-Marne (Saints-Geosmes) |                | 47° 49′ 06″ N, 5° 20′ 58″ E | +000505, m          | NC                | plongeesout.com                                                            | 2010-01     |
| 14   | Ruisseau souterrain de la Vannepierre | Chancenay                           |                | 48° 40′ 37″ N, 4° 57′ 59″ E | +000458, m          | +0020, m          | Maison Lorraine de la Spéléologie & plongeesout.com                        | 2010-01     |
| 15   | Grotte du Cul du Cerf                 | Orquevaux                           |                | 48° 19′ 17″ N, 5° 25′ 23″ E | +000420, m          | +0063, m          | plongeesout.com                                                            | 2010-01     |
| 16   | Perte du Vannon                       | Tornay                              |                | 47° 41′ 23″ N, 5° 36′ 19″ E | +000380, m          | +0010, m          | La gazette des Tritons n°102                                               | 2021-03     |
| 17   | Perte de Jeanphildo                   | Chancenay                           |                | 48° 41′ 17″ N, 4° 57′ 58″ E | +000355, m          | NC                | Grottocenter                                                               | 2000-12     |